# Àcid carbàmic
L'àcid carbàmic o àcid aminometanoic, és un compost químic de fórmula {\displaystyle {\ce {CH3O2N}}} que sota condicions normals és inestable. Tècnicament, és l'aminoàcid més senzill i per la seva inestabilitat permet que la glicina sigui considerada, en la pràctica, l'aminoàcid més senzill. La importància de l'àcid carbàmic es deu més a la seva rellevància per identificar els noms dels compostos més grans. El mateix àcid carbàmic no ha estat sintetitzat ni caracteritzat per cap tècnica experimental.
El radical es diu "carbamoil". Les "carbamoiltransferases" són enzims transferasa classificat amb el nombre EC 2.1.3.

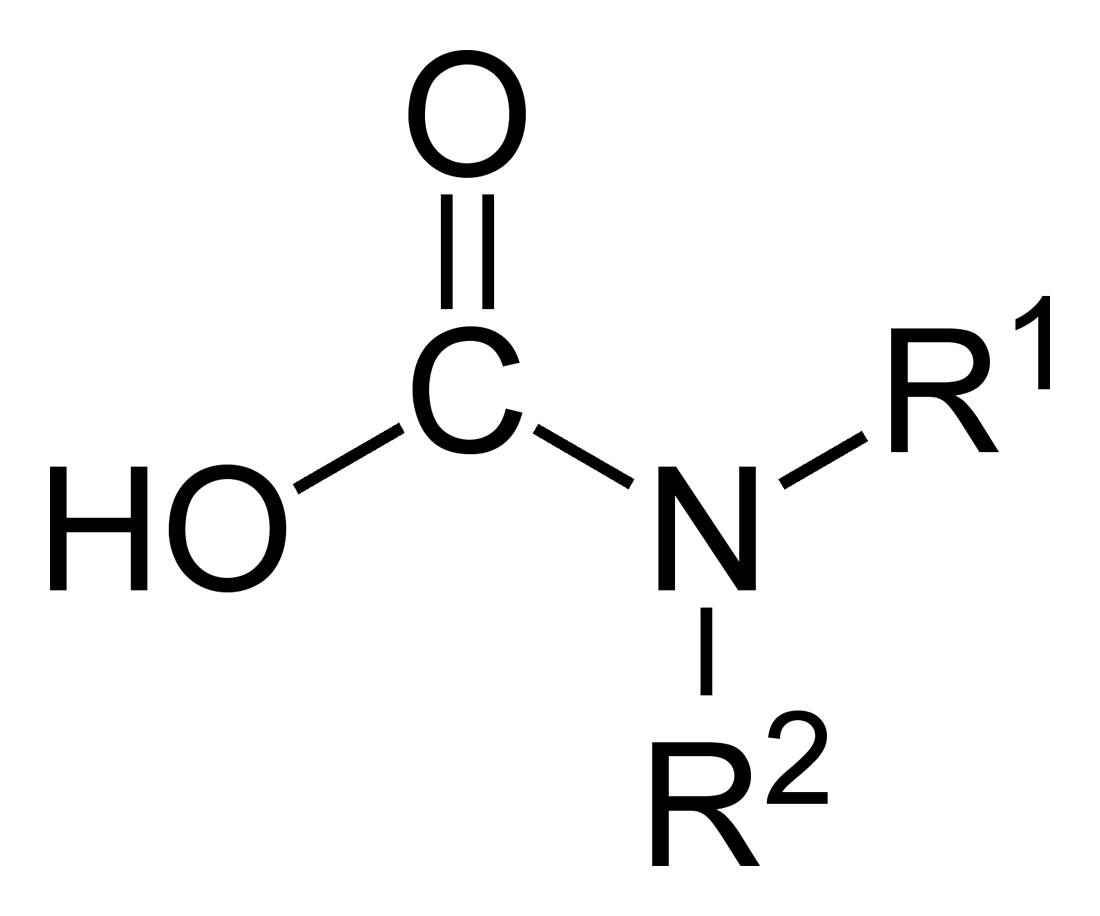
Grup àcid carbàmic
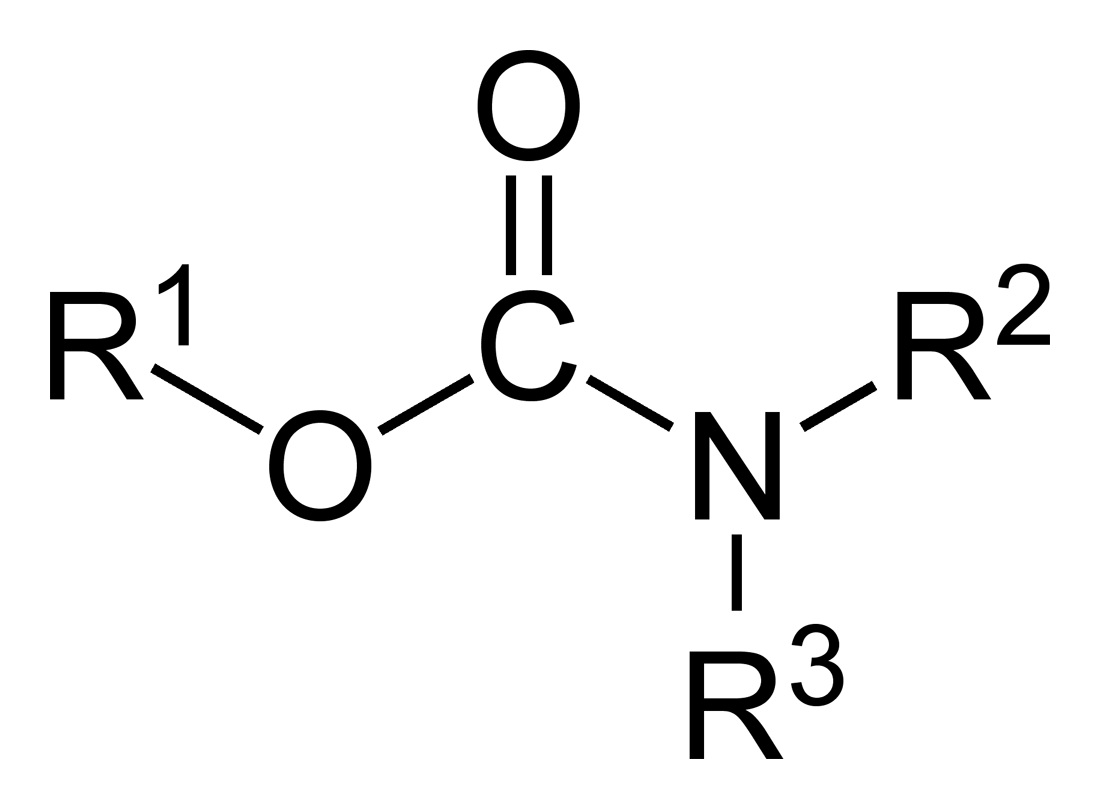
grup carbamat
grup carbamoil

Els àcids carbàmics són intermedis en la descomposició dels grups protectors carbamat; la hidròlisi d'un enllaç èster produeix àcid carbàmic i l'evolució del diòxid de carboni porta a la reacció de desprotecció cap endavant donant una amina desprotegida.

## Carbamats
El carbamat és un èster d'àcid carbàmic. El metil carbamat és el més simple dels èsters d'àcid carbàmic.
Alguns èsters són relaxants musculars,
mentre altres s'usen com insecticides, per exemple aldicarb.